# Глыбовка (Новоушицкий район)
Глыбовка (укр. Глибівка) — село в Новоушицком районе Хмельницкой области Украины.
Население по переписи 2001 года составляло 278 человек. Почтовый индекс — 32663. Телефонный код — 3847. Занимает площадь 1,021 км². Код КОАТУУ — 6823384502.

## История
В 1945 году Указом Президиума ВС УССР село Глымбовка переименовано в Глубовку.

## Местный совет
32663, Хмельницкая обл., Новоушицкий р-н, с. Куражин, ул. Центральная, 71, тел. 2-31-44